# 대전광역시기
대전광역시기는 대한민국 대전광역시를 상징하는 기이다. 현재 사용되고 있는 기는 1995년 3월 18일에 제정되었다.

## 디자인
초록색 바탕 가운데에 금색을 띤 대전광역시의 공식 로고가 그려져 있고 로고 하단에 "대전광역시"라는 하얀색 글자가 쓰여져 있다. 현재 사용되고 있는 대전광역시의 공식 로고는 대한민국의 국화인 무궁화 꽃잎 안에 대전의 '대'를 뜻하는 한자 大(대)자 모양을 띤 여백이 그려진 디자인이다. 무궁화 꽃잎은 밭, 터전을 나타내고 大(대)자 모양을 띤 여백은 역동적으로 뻗어나가는 대전광역시의 발전을 나타낸다. 전체적으로는 쾌적한 삶의 터전이자 대한민국의 국토, 행정, 교통, 과학, 문화, 유통의 중심지인 대전광역시가 힘차게 도약하면서 빛을 발하기를 바라는 대전광역시민의 꿈과 이상을 나타낸다.

1995년 3월 18일부터 현재까지 사용되고 있는 대전광역시의 로고

### 색상
| 색상 (공식 시기) | 초록        | 금색       | 하양        |
| ---------------- | ----------- | ---------- | ----------- |
| CMYK             | 100–0–47–42 | 21–40–83–0 | 0–0–0–0     |
| RGB              | 0–148–78    | 201–153–43 | 255–255–255 |
| 웹 색상          | #00944E     | #C9992B    | #FFFFFF     |

| 색상 (심벌마크) | 초록        | 파랑       |
| --------------- | ----------- | ---------- |
| CMYK            | 100–0–47–42 | 79–65–0–51 |
| RGB             | 0–148–78    | 26–43–124  |
| 웹 색상         | #00944E     | #1A2B7C    |

## 과거의 기 (1972년 ~ 1995년)

대전광역시기 (1972년 7월 29일 ~ 1995년 3월 17일)

대전광역시가 충청남도 대전시로 있던 1972년 7월 29일부터 1995년 3월 17일까지 사용된 대전광역시기는 파란색 바탕 가운데에 대전광역시의 로고가 그려져 있는 기이다.
노란색 人(인)자 문양은 대전이 도시의 발전에 기본이 되는 교통의 중심에 위치한 곳임을 나타내고 노란색 大(대)자 문양은 대전의 '대'를 나타낸다. 노란색 人(인)자 문양 가운데에 나와 있는 동그라미 모양의 공간에는 초록색 태양 십자 문양이 그려져 있는데 이는 대전의 '전'(田), 도시의 안전, 정연한 도시를 나타낸다. 노란색은 도시의 도약과 발전을 나타내고 초록색은 평화, 젊음, 약진, 기상, 상록을 나타낸다. 로고 바깥쪽에는 동그라미 모양을 만들고 있는 3개의 노란색 직사각형이 그려져 있는데 이는 군대, 관청, 민간인이 삼위일체를 이루어 단결한다는 것을 나타낸다.
| 색상 (공식 시기) | 파랑       | 노랑       | 초록        |
| ---------------- | ---------- | ---------- | ----------- |
| CMYK             | 86–64–0–67 | 0–22–100–0 | 100–0–93–63 |
| RGB              | 12–30–84   | 255–199–0  | 0–94–7      |
| 웹 색상          | #0C1E54    | #FFC700    | #005E07     |

## 같이 보기
- 대전광역시의 상징

## 참고자료
- 자치법규정보시스템 - 대전광역시기 조례